# Recopa de Europa 1989-90
La Recopa de Europa 1989-90 fue la trigésima edición de la Recopa de Europa en la que participaron los campeones nacionales de copa en la temporada anterior. En esta edición participaron 33 clubes pertenecientes a 32 federaciones nacionales diferentes.
La final, disputada a partido único, enfrentó al RSC Anderlecht con la UC Sampdoria, subcampeón de la pasada edición, en el estadio Nya Ullevi, en Gotemburgo, donde venció el equipo italiano por 2-0.
En esta edición no participó el Liverpool por la Tragedia de Heysel.
La "Samp", sobrenombre con el que es conocido el equipo transalpino, pudo hacerse con el título que el año anterior se le había escapado frente al FC Barcelona y sumar un título europeo al palmarés de trofeos de la que sería su época dorada, con el veterano técnico Vujadin Boškov en el banquillo y un equipo en el que destacaban jugadores como Gianluca Pagliuca, Pietro Vierchowod, Roberto Mancini o Gianluca Vialli.

## Ronda previa
| Equipo 1     | Agr. | Equipo 2      | Ida | Vuelta |
| ------------ | ---- | ------------- | --- | ------ |
| Chernomorets | 3–5  | Dinamo Tirana | 3–1 | 0–4    |

Ida
| 16-8-1989 | Chernomorets                                       | 3–1     | Dinamo Tirana | Deveti Septemvri, Burgas                                 |                                                          |
|           | Petkov 25' · V. Stoyanov 53' · Pumpalov 71' (pen.) | Reporte | Demollari 69' | Asistencia: 8,124 espectadores Árbitro(s): Roman Steindl | Asistencia: 8,124 espectadores Árbitro(s): Roman Steindl |

Vuelta
| 30-8-1989 | Dinamo Tirana                                     | 4–0 (Global 5-3) | Chernomorets | Qemal Stafa Stadium, Tirana                            |                                                        |
|           | Canaj 46' · Abazi 62' · Jançe 68' · Demollari 71' | Reporte          |              | Asistencia: 7,949 espectadores Árbitro(s): Sándor Puhl | Asistencia: 7,949 espectadores Árbitro(s): Sándor Puhl |

## Dieciseisavos de final
| Equipo 1          | Agr.        | Equipo 2          | Ida | Vuelta |
| ----------------- | ----------- | ----------------- | --- | ------ |
| Real Valladolid   | 6–0         | Ħamrun Spartans   | 5–0 | 1–0    |
| Union Luxembourg  | 0–5         | Djurgården        | 0–0 | 0–5    |
| Belenenses        | 1–4         | Monaco            | 1–1 | 0–3    |
| Valur             | 2–4         | BFC Dynamo        | 1–2 | 1–2    |
| Beşiktaş          | 1–3         | Borussia Dortmund | 0–1 | 1–2    |
| Brann             | 0–3         | Sampdoria         | 0–2 | 0–1    |
| Torpedo Moscow    | 6–0         | Cork City         | 5–0 | 1–0    |
| Slovan Bratislava | 3–4 (t. s.) | Grasshopper       | 3–0 | 0–4    |
| Anderlecht        | 10–0        | Ballymena United  | 6–0 | 4–0    |
| Barcelona         | 2–1         | Legia Warsaw      | 1–1 | 1–0    |
| Admira Wacker     | 3–1         | AEL               | 3–0 | 0–1    |
| Ferencváros       | 6–2         | Haka              | 5–1 | 1–1    |
| Panathinaikos     | 6–5         | Swansea City      | 3–2 | 3–3    |
| Dinamo Tirana     | 1–2         | Dinamo București  | 1–0 | 0–2    |
| Groningen         | 3–1         | Ikast             | 1–0 | 2–1    |
| Partizan          | 6–6         | Celtic            | 2–1 | 4–5    |

Ida
| 12-9-1989 | Real Valladolid                                 | 5–0     | Ħamrun Spartans | Estadio José Zorrilla, Valladolid                                  |                                                                    |
|           | Albis 22', 70' · Valverde 38', 46' · Ayarza 59' | Reporte |                 | Asistencia: 8,116 espectadores Árbitro(s): Vítor Fernandes Correia | Asistencia: 8,116 espectadores Árbitro(s): Vítor Fernandes Correia |

| 12-9-1989 | Union Luxembourg | 0–0     | Djurgården | Stade Achille Hammerel, Luxemburgo                      |                                                         |
|           |                  | Reporte |            | Asistencia: 429 espectadores Árbitro(s): Jaap Uilenberg | Asistencia: 429 espectadores Árbitro(s): Jaap Uilenberg |

| 12-9-1989 | Belenenses          | 1–1     | Monaco   | Estádio do Restelo, Lisboa                                    |                                                               |
|           | Chiquinho Conde 55' | Reporte | Díaz 70' | Asistencia: 6,200 espectadores Árbitro(s): Ignace van Swieten | Asistencia: 6,200 espectadores Árbitro(s): Ignace van Swieten |

| 12-9-1989 | Slovan Bratislava                                   | 3–0     | Grasshopper | Tehelné pole, Bratislava                               |                                                        |
|           | Timko 35' · Vankovič 53' (pen.) · Tittel 88' (pen.) | Reporte |             | Asistencia: 12,817 espectadores Árbitro(s): Sadık Deda | Asistencia: 12,817 espectadores Árbitro(s): Sadık Deda |

| 12-9-1989 | Ferencváros                                                  | 5–1     | Haka       | Üllői úti Stadion, Budapest                            |                                                        |
|           | Kincses 1' · Limperger 10' · Szeibert 29', 64' · Dzurják 80' | Reporte | Paavola 4' | Asistencia: 15,865 espectadores Árbitro(s): İhsan Türe | Asistencia: 15,865 espectadores Árbitro(s): İhsan Türe |

| 12-9-1989 | Partizan                     | 2–1     | Celtic       | Stadion pod Bijelim Brijegom, Mostar                   |                                                        |
| | Milojević 21' · Đurđević 55' | Reporte | Galloway 42' | Asistencia: 8,716 espectadores Árbitro(s): Helmut Kohl | Asistencia: 8,716 espectadores Árbitro(s): Helmut Kohl |
| El partido de ida se tuvo que jugar en el Bijeli Brijeg Stadium en Mostar debido a que el estado del FK Partizan, el JNA Stadium en Belgrade, fue castigado por la UEFA como resultado de un disturbio ocurrido en el partido de ida de la segunda ronda de la Copa de la UEFA 1988–89 ante el AS Roma. Como parte del castigo, el FK Partizan tenía que jugar sus partidos de local en una sede que estuviera a 300 km de su ciudad. |                              |         |              |                                                        |                                                        |

| 13-9-1989 | Valur         | 1–2     | BFC Dynamo           | Laugardalsvöllur, Reikiavik                           |                                                       |
|           | Áskelsson 37' | Reporte | Bonan 70' · Thom 75' | Asistencia: 510 espectadores Árbitro(s): John Purcell | Asistencia: 510 espectadores Árbitro(s): John Purcell |

| 13-9-1989 | Beşiktaş | 0–1     | Borussia Dortmund | İnönü Stadium, Estambul                                |                                                        |
|           |          | Reporte | Mill 13'          | Asistencia: 13,635 espectadores Árbitro(s): Kenny Hope | Asistencia: 13,635 espectadores Árbitro(s): Kenny Hope |

| 13-9-1989 | Brann | 0–2     | Sampdoria                | Brann Stadion, Bergen                                    |                                                          |
|           |       | Reporte | Vialli 40' · Mancini 55' | Asistencia: 16,789 espectadores Árbitro(s): Bill Crombie | Asistencia: 16,789 espectadores Árbitro(s): Bill Crombie |

| 13-9-1989 | Torpedo Moscow                                                             | 5–0     | Cork City | Torpedo Stadium, Moscú                                     |                                                            |
|           | Grechnyov 24', 40' (pen.) · Y. Savichev 27' · Chugunov 34' · Afanasyev 72' | Reporte |           | Asistencia: 4,050 espectadores Árbitro(s): Ion Crăciunescu | Asistencia: 4,050 espectadores Árbitro(s): Ion Crăciunescu |

| 13-9-1989 | Anderlecht                                                              | 6–0     | Ballymena United | Constant Vanden Stock Stadium, Bruselas                     |                                                             |
|           | Ukkonen 11' · Nilis 16', 35' · Van Der Linden 47', 52' · Guðjohnsen 85' | Reporte |                  | Asistencia: 2,824 espectadores Árbitro(s): Thorodd Presberg | Asistencia: 2,824 espectadores Árbitro(s): Thorodd Presberg |

| 13-9-1989 | Barcelona         | 1–1     | Legia Warsaw | Camp Nou, Barcelona                                        |                                                            |
|           | Koeman 85' (pen.) | Reporte | Łatka 25'    | Asistencia: 30,000 espectadores Árbitro(s): Rolf Blattmann | Asistencia: 30,000 espectadores Árbitro(s): Rolf Blattmann |

| 13-9-1989 | Admira Wacker                               | 3–0     | AEL | Bundesstadion Südstadt, Maria Enzersdorf                    |                                                             |
|           | Schaub 80' · Walter Knaller 86' · Rodax 89' | Reporte |     | Asistencia: 1,500 espectadores Árbitro(s): Adrian Porumboiu | Asistencia: 1,500 espectadores Árbitro(s): Adrian Porumboiu |

| 13-9-1989 | Panathinaikos                   | 3–2     | Swansea City            | O.A.K.A., Atenas                                         |                                                          |
|           | Vlachos 4', 53' · Saravakos 38' | Reporte | Raynor 63' · Salako 80' | Asistencia: 42,700 espectadores Árbitro(s): Lajos Németh | Asistencia: 42,700 espectadores Árbitro(s): Lajos Németh |

| 13-9-1989 | Dinamo Tirana | 1–0     | Dinamo București | Qemal Stafa Stadium, Tirana                                     |                                                                 |
|           | Canaj 52'     | Reporte |                  | Asistencia: 13,000 espectadores Árbitro(s): Tadeusz Diakonowicz | Asistencia: 13,000 espectadores Árbitro(s): Tadeusz Diakonowicz |

| 13-9-1989 | Groningen      | 1–0     | Ikast | Stadion Oosterpark, Groningen                              |                                                            |
|           | Koevermans 49' | Reporte |       | Asistencia: 9,612 espectadores Árbitro(s): Oliver Donnelly | Asistencia: 9,612 espectadores Árbitro(s): Oliver Donnelly |

Vuelta
| 26-9-1989 | Ħamrun Spartans | 0–1 (Global 0-6) | Real Valladolid | Ta' Qali, Attard                                           |                                                            |
|           |                 | Reporte          | Hidalgo 37'     | Asistencia: 1,188 espectadores Árbitro(s): Pierluigi Magni | Asistencia: 1,188 espectadores Árbitro(s): Pierluigi Magni |

| 26-9-1989 | Monaco                   | 3–0 (Global 4-1) | Belenenses | Stade Louis II, Mónaco                                    |                                                           |
|           | Weah 30', 35' · Mège 40' | Reporte          |            | Asistencia: 7,480 espectadores Árbitro(s): Manfred Roßner | Asistencia: 7,480 espectadores Árbitro(s): Manfred Roßner |

| 26-9-1989 | BFC Dynamo           | 2–1 (Global 4-2) | Valur            | Friedrich-Ludwig-Jahn-Sportpark, Berlín Oriental        |                                                         |
|           | Ernst 25' · Lenz 83' | Reporte          | Kristjánsson 53' | Asistencia: 9,500 espectadores Árbitro(s): Jan Damgaard | Asistencia: 9,500 espectadores Árbitro(s): Jan Damgaard |

| 26-9-1989 | Borussia Dortmund         | 2–1 (Global 3-1) | Beşiktaş | Westfalenstadion, Dortmund                                    |                                                               |
|           | Driller 11' · Wegmann 85' | Reporte          | Ali 76'  | Asistencia: 43,000 espectadores Árbitro(s): John Blankenstein | Asistencia: 43,000 espectadores Árbitro(s): John Blankenstein |

| 26-9-1989 | Sampdoria   | 1–0 (Global 3-0) | Brann | Stadio Luigi Ferraris, Génova                                   |                                                                 |
|           | Katanec 75' | Reporte          |       | Asistencia: 9,460 espectadores Árbitro(s): Borislav Aleksandrov | Asistencia: 9,460 espectadores Árbitro(s): Borislav Aleksandrov |

| 26-9-1989 | Cork City | 0–1 (Global 0-6) | Torpedo Moscow  | Turners Cross, Cork                                            |                                                                |
|           |           | Reporte          | Y. Savichev 12' | Asistencia: 2,560 espectadores Árbitro(s): Jean-Marie Lartigot | Asistencia: 2,560 espectadores Árbitro(s): Jean-Marie Lartigot |

| 26-9-1989 | Grasshopper                                    | 4–0 (t. s.)(Global 4-3) | Slovan Bratislava | Hardturm, Zúrich                                             |                                                              |
|           | Gren 10', 115' · Egli 59' (pen.) · Strudal 84' | Reporte                 |                   | Asistencia: 3,100 espectadores Árbitro(s): Günther Habermann | Asistencia: 3,100 espectadores Árbitro(s): Günther Habermann |

| 26-9-1989 | Ballymena United | 0–4 (Global 0-10) | Anderlecht                                       | Ballymena Showgrounds, Ballymena                             |                                                              |
|           |                  | Reporte           | Vervoort 27', 87' · Degryse 54' · Guðjohnsen 83' | Asistencia: 2,100 espectadores Árbitro(s): Eyjólfur Ólafsson | Asistencia: 2,100 espectadores Árbitro(s): Eyjólfur Ólafsson |

| 26-9-1989 | Legia Warsaw | 0–1 (Global 1-2) | Barcelona   | Stadion Wojska Polskiego, Varsovia                         |                                                            |
|           |              | Reporte          | Laudrup 11' | Asistencia: 17,000 espectadores Árbitro(s): Heinz Holzmann | Asistencia: 17,000 espectadores Árbitro(s): Heinz Holzmann |

| 26-9-1989 | AEL            | 1–0 (Global 1-3) | Admira Wacker | Tsirio Stadium, Limasol                                 |                                                         |
|           | Sofokleous 43' | Reporte          |               | Asistencia: 2,785 espectadores Árbitro(s): Mateo Beusan | Asistencia: 2,785 espectadores Árbitro(s): Mateo Beusan |

| 26-9-1989 | Swansea City                         | 3–3 (Global 5-6) | Panathinaikos                              | Vetch Field, Swansea                                             |                                                                  |
|           | James 31' (pen.) · Melville 46', 66' | Reporte          | Dimopoulos 50' · Saravakos 71' (pen.), 89' | Asistencia: 8,276 espectadores Árbitro(s): Henning Lund-Sørensen | Asistencia: 8,276 espectadores Árbitro(s): Henning Lund-Sørensen |

| 26-9-1989 | Dinamo București         | 2–0 (Global 2-1) | Dinamo Tirana | Stadionul Dinamo, Bucarest                                 |                                                            |
|           | Mateuț 8' · Mihăescu 13' | Reporte          |               | Asistencia: 17,000 espectadores Árbitro(s): Zoran Petrović | Asistencia: 17,000 espectadores Árbitro(s): Zoran Petrović |

| 26-9-1989 | Ikast                 | 1–2 (Global 1-3) | Groningen                   | Ikast Stadion, Ikast                                   |                                                        |
|           | Kristensen 83' (pen.) | Reporte          | Meijer 35' · Eijkelkamp 70' | Asistencia: 3,639 espectadores Árbitro(s): Egil Nervik | Asistencia: 3,639 espectadores Árbitro(s): Egil Nervik |

| 27-9-1989 | Djurgården                                            | 5–0 (Global 5-0) | Union Luxembourg | Råsunda, Solna                                           |                                                          |
|           | Martinsson 54', 85' · Nilsson 60' · Galloway 80', 90' | Reporte          |                  | Asistencia: 1,180 espectadores Árbitro(s): Timo Keltanen | Asistencia: 1,180 espectadores Árbitro(s): Timo Keltanen |

| 27-9-1989 | Haka        | 1–1 (Global 2-6) | Ferencváros | Tehtaan kenttä, Valkeakoski                       |                                                   |
|           | Paavola 75' | Reporte          | Keller 47'  | Asistencia: 503 espectadores Árbitro(s): Bo Helén | Asistencia: 503 espectadores Árbitro(s): Bo Helén |

| 27-9-1989                                             | Celtic                                       | 5–4 (Global 6-6) | Partizan                                                | Celtic Park, Glasgow                                      |                                                           |
|                                                       | Dziekanowski 25', 47', 55', 80' · Walker 65' | Reporte          | Vujačić 8' · Đorđević 50' · Ǵurovski 61' · Šćepović 86' | Asistencia: 45,298 espectadores Árbitro(s): Klaus Peschel | Asistencia: 45,298 espectadores Árbitro(s): Klaus Peschel |
| Partizan clasifica por la regla del gol de visitante. |                                              |                  |                                                         |                                                           |                                                           |

## Rondas siguientes
|  | Primera ronda                                                              | Primera ronda                                                              | Primera ronda                                                              | Primera ronda                                                              |   |                   | Octavos de final                                                 | Octavos de final                                                 | Octavos de final                                                 | Octavos de final                                                 |  |                    | Cuartos de final                                               | Cuartos de final                                               | Cuartos de final                                               | Cuartos de final                                               |  |            | Semifinales                                               | Semifinales                                               | Semifinales                                               | Semifinales                                               |  |                   | Final                                        | Final                                        |  |
|  | 12 y 13 de septiembre de 1989 (ida) 26 y 27 de septiembre de 1989 (vuelta) | 12 y 13 de septiembre de 1989 (ida) 26 y 27 de septiembre de 1989 (vuelta) | 12 y 13 de septiembre de 1989 (ida) 26 y 27 de septiembre de 1989 (vuelta) | 12 y 13 de septiembre de 1989 (ida) 26 y 27 de septiembre de 1989 (vuelta) |   |                   | 17 y 18 de octubre de 1989 (ida) 1 de noviembre de 1989 (vuelta) | 17 y 18 de octubre de 1989 (ida) 1 de noviembre de 1989 (vuelta) | 17 y 18 de octubre de 1989 (ida) 1 de noviembre de 1989 (vuelta) | 17 y 18 de octubre de 1989 (ida) 1 de noviembre de 1989 (vuelta) |  |                    | 6 y 7 de marzo de 1990 (ida) 20 a 22 de marzo de 1990 (vuelta) | 6 y 7 de marzo de 1990 (ida) 20 a 22 de marzo de 1990 (vuelta) | 6 y 7 de marzo de 1990 (ida) 20 a 22 de marzo de 1990 (vuelta) | 6 y 7 de marzo de 1990 (ida) 20 a 22 de marzo de 1990 (vuelta) |  |            | 3 y 4 de abril de 1990 (ida) 18 de abril de 1990 (vuelta) | 3 y 4 de abril de 1990 (ida) 18 de abril de 1990 (vuelta) | 3 y 4 de abril de 1990 (ida) 18 de abril de 1990 (vuelta) | 3 y 4 de abril de 1990 (ida) 18 de abril de 1990 (vuelta) |  |                   | 9 de mayo de 1990 Estadio Ullevi, Gotemburgo | 9 de mayo de 1990 Estadio Ullevi, Gotemburgo |  |
|  |                                                                            |                                                                            |                                                                            |                                                                            |   |                   |                                                                  |                                                                  |                                                                  |                                                                  |  |                    |                                                                |                                                                |                                                                |                                                                |  |            |                                                           |                                                           |                                                           |                                                           |  |                   |                                              |                                              |  |
|  |                                                                            |                                                                            |                                                                            |                                                                            |   |                   |                                                                  |                                                                  |                                                                  |                                                                  |  |                    |                                                                |                                                                |                                                                |                                                                |  |            |                                                           |                                                           |                                                           |                                                           |  |                   |                                              |                                              |  |
|  | Real Valladolid                                                            | 5                                                                          | 1                                                                          | 6                                                                          |   |                   |                                                                  |                                                                  |                                                                  |                                                                  |  |                    |                                                                |                                                                |                                                                |                                                                |  |            |                                                           |                                                           |                                                           |                                                           |  |                   |                                              |                                              |  |
|  | Real Valladolid                                                            | 5                                                                          | 1                                                                          | 6                                                                          |   |                   |                                                                  |                                                                  |                                                                  |                                                                  |  |                    |                                                                |                                                                |                                                                |                                                                |  |            |                                                           |                                                           |                                                           |                                                           |  |                   |                                              |                                              |  |
|  | Ħamrun Spartans                                                            | 0                                                                          | 0                                                                          | 0                                                                          |   |                   |                                                                  |                                                                  |                                                                  |                                                                  |  |                    |                                                                |                                                                |                                                                |                                                                |  |            |                                                           |                                                           |                                                           |                                                           |  |                   |                                              |                                              |  |
|  | Ħamrun Spartans                                                            | 0                                                                          | 0                                                                          | 0                                                                          |   | Real Valladolid   | 2                                                                | 2                                                                | 4                                                                |                                                                  |  |                    |                                                                |                                                                |                                                                |                                                                |  |            |                                                           |                                                           |                                                           |                                                           |  |                   |                                              |                                              |  |
|  |                                                                            |                                                                            |                                                                            |                                                                            |   | Real Valladolid   | 2                                                                | 2                                                                | 4                                                                |                                                                  |  |                    |                                                                |                                                                |                                                                |                                                                |  |            |                                                           |                                                           |                                                           |                                                           |  |                   |                                              |                                              |  |
|  |                                                                            |                                                                            | Djurgårdens                                                                | 0                                                                          | 2 | 2                 |                                                                  |                                                                  |                                                                  |                                                                  |  |                    |                                                                |                                                                |                                                                |                                                                |  |            |                                                           |                                                           |                                                           |                                                           |  |                   |                                              |                                              |  |
|  | Union Luxembourg                                                           | 0                                                                          | Djurgårdens                                                                | 0                                                                          | 2 | 2                 | 0                                                                | 0                                                                |                                                                  |                                                                  |  |                    |                                                                |                                                                |                                                                |                                                                |  |            |                                                           |                                                           |                                                           |                                                           |  |                   |                                              |                                              |  |
|  | Union Luxembourg                                                           | 0                                                                          |                                                                            |                                                                            |   |                   |                                                                  |                                                                  |                                                                  |                                                                  |  |                    |                                                                |                                                                |                                                                |                                                                |  |            |                                                           |                                                           |                                                           |                                                           |  |                   |                                              |                                              |  |
|  | Djurgårdens                                                                | 0                                                                          | 5                                                                          | 5                                                                          |   |                   |                                                                  |                                                                  |                                                                  |                                                                  |  |                    |                                                                |                                                                |                                                                |                                                                |  |            |                                                           |                                                           |                                                           |                                                           |  |                   |                                              |                                              |  |
|  | Djurgårdens                                                                | 0                                                                          | 5                                                                          | 5                                                                          |   |                   |                                                                  |                                                                  |                                                                  |                                                                  |  | Real Valladolid    | 0                                                              | 0                                                              | 0 (1)                                                          |                                                                |  |            |                                                           |                                                           |                                                           |                                                           |  |                   |                                              |                                              |  |
|  |                                                                            |                                                                            |                                                                            |                                                                            |   |                   |                                                                  |                                                                  |                                                                  |                                                                  |  | Real Valladolid    | 0                                                              | 0                                                              | 0 (1)                                                          |                                                                |  |            |                                                           |                                                           |                                                           |                                                           |  |                   |                                              |                                              |  |
|  |                                                                            |                                                                            | Mónaco (p.)                                                                | 0                                                                          | 0 | 0 (3)             |                                                                  |                                                                  |                                                                  |                                                                  |  |                    |                                                                |                                                                |                                                                |                                                                |  |            |                                                           |                                                           |                                                           |                                                           |  |                   |                                              |                                              |  |
|  | Belenenses                                                                 | 1                                                                          | Mónaco (p.)                                                                | 0                                                                          | 0 | 0 (3)             | 0                                                                | 1                                                                |                                                                  |                                                                  |  |                    |                                                                |                                                                |                                                                |                                                                |  |            |                                                           |                                                           |                                                           |                                                           |  |                   |                                              |                                              |  |
|  | Belenenses                                                                 | 1                                                                          |                                                                            |                                                                            |   |                   |                                                                  |                                                                  |                                                                  |                                                                  |  |                    |                                                                |                                                                |                                                                |                                                                |  |            |                                                           |                                                           |                                                           |                                                           |  |                   |                                              |                                              |  |
|  | Mónaco                                                                     | 1                                                                          | 3                                                                          | 4                                                                          |   |                   |                                                                  |                                                                  |                                                                  |                                                                  |  |                    |                                                                |                                                                |                                                                |                                                                |  |            |                                                           |                                                           |                                                           |                                                           |  |                   |                                              |                                              |  |
|  | Mónaco                                                                     | 1                                                                          | 3                                                                          | 4                                                                          |   | Mónaco (v.)       | 0                                                                | 1                                                                | 1                                                                |                                                                  |  |                    |                                                                |                                                                |                                                                |                                                                |  |            |                                                           |                                                           |                                                           |                                                           |  |                   |                                              |                                              |  |
|  |                                                                            |                                                                            |                                                                            |                                                                            |   | Mónaco (v.)       | 0                                                                | 1                                                                | 1                                                                |                                                                  |  |                    |                                                                |                                                                |                                                                |                                                                |  |            |                                                           |                                                           |                                                           |                                                           |  |                   |                                              |                                              |  |
|  |                                                                            |                                                                            | BFC Dynamo                                                                 | 0                                                                          | 1 | 1                 |                                                                  |                                                                  |                                                                  |                                                                  |  |                    |                                                                |                                                                |                                                                |                                                                |  |            |                                                           |                                                           |                                                           |                                                           |  |                   |                                              |                                              |  |
|  | Valur                                                                      | 1                                                                          | BFC Dynamo                                                                 | 0                                                                          | 1 | 1                 | 1                                                                | 2                                                                |                                                                  |                                                                  |  |                    |                                                                |                                                                |                                                                |                                                                |  |            |                                                           |                                                           |                                                           |                                                           |  |                   |                                              |                                              |  |
|  | Valur                                                                      | 1                                                                          |                                                                            |                                                                            |   |                   |                                                                  |                                                                  |                                                                  |                                                                  |  |                    |                                                                |                                                                |                                                                |                                                                |  |            |                                                           |                                                           |                                                           |                                                           |  |                   |                                              |                                              |  |
|  | BFC Dynamo                                                                 | 2                                                                          | 2                                                                          | 4                                                                          |   |                   |                                                                  |                                                                  |                                                                  |                                                                  |  |                    |                                                                |                                                                |                                                                |                                                                |  |            |                                                           |                                                           |                                                           |                                                           |  |                   |                                              |                                              |  |
|  | BFC Dynamo                                                                 | 2                                                                          | 2                                                                          | 4                                                                          |   |                   |                                                                  |                                                                  |                                                                  |                                                                  |  |                    |                                                                |                                                                |                                                                |                                                                |  | Mónaco     | 2                                                         | 0                                                         | 2                                                         |                                                           |  |                   |                                              |                                              |  |
|  |                                                                            |                                                                            |                                                                            |                                                                            |   |                   |                                                                  |                                                                  |                                                                  |                                                                  |  |                    |                                                                |                                                                |                                                                |                                                                |  | Mónaco     | 2                                                         | 0                                                         | 2                                                         |                                                           |  |                   |                                              |                                              |  |
|  |                                                                            |                                                                            | Sampdoria                                                                  | 2                                                                          | 2 | 4                 |                                                                  |                                                                  |                                                                  |                                                                  |  |                    |                                                                |                                                                |                                                                |                                                                |  |            |                                                           |                                                           |                                                           |                                                           |  |                   |                                              |                                              |  |
|  | Beşiktaş                                                                   | 0                                                                          | Sampdoria                                                                  | 2                                                                          | 2 | 4                 | 1                                                                | 1                                                                |                                                                  |                                                                  |  |                    |                                                                |                                                                |                                                                |                                                                |  |            |                                                           |                                                           |                                                           |                                                           |  |                   |                                              |                                              |  |
|  | Beşiktaş                                                                   | 0                                                                          |                                                                            |                                                                            |   |                   |                                                                  |                                                                  |                                                                  |                                                                  |  |                    |                                                                |                                                                |                                                                |                                                                |  |            |                                                           |                                                           |                                                           |                                                           |  |                   |                                              |                                              |  |
|  | Borussia Dortmund                                                          | 1                                                                          | 2                                                                          | 3                                                                          |   |                   |                                                                  |                                                                  |                                                                  |                                                                  |  |                    |                                                                |                                                                |                                                                |                                                                |  |            |                                                           |                                                           |                                                           |                                                           |  |                   |                                              |                                              |  |
|  | Borussia Dortmund                                                          | 1                                                                          | 2                                                                          | 3                                                                          |   | Borussia Dortmund | 1                                                                | 0                                                                | 1                                                                |                                                                  |  |                    |                                                                |                                                                |                                                                |                                                                |  |            |                                                           |                                                           |                                                           |                                                           |  |                   |                                              |                                              |  |
|  |                                                                            |                                                                            |                                                                            |                                                                            |   | Borussia Dortmund | 1                                                                | 0                                                                | 1                                                                |                                                                  |  |                    |                                                                |                                                                |                                                                |                                                                |  |            |                                                           |                                                           |                                                           |                                                           |  |                   |                                              |                                              |  |
|  |                                                                            |                                                                            | Sampdoria                                                                  | 1                                                                          | 2 | 3                 |                                                                  |                                                                  |                                                                  |                                                                  |  |                    |                                                                |                                                                |                                                                |                                                                |  |            |                                                           |                                                           |                                                           |                                                           |  |                   |                                              |                                              |  |
|  | Brann                                                                      | 0                                                                          | Sampdoria                                                                  | 1                                                                          | 2 | 3                 | 0                                                                | 0                                                                |                                                                  |                                                                  |  |                    |                                                                |                                                                |                                                                |                                                                |  |            |                                                           |                                                           |                                                           |                                                           |  |                   |                                              |                                              |  |
|  | Brann                                                                      | 0                                                                          |                                                                            |                                                                            |   |                   |                                                                  |                                                                  |                                                                  |                                                                  |  |                    |                                                                |                                                                |                                                                |                                                                |  |            |                                                           |                                                           |                                                           |                                                           |  |                   |                                              |                                              |  |
|  | Sampdoria                                                                  | 2                                                                          | 1                                                                          | 3                                                                          |   |                   |                                                                  |                                                                  |                                                                  |                                                                  |  |                    |                                                                |                                                                |                                                                |                                                                |  |            |                                                           |                                                           |                                                           |                                                           |  |                   |                                              |                                              |  |
|  | Sampdoria                                                                  | 2                                                                          | 1                                                                          | 3                                                                          |   |                   |                                                                  |                                                                  |                                                                  |                                                                  |  | Sampdoria          | 2                                                              | 2                                                              | 4                                                              |                                                                |  |            |                                                           |                                                           |                                                           |                                                           |  |                   |                                              |                                              |  |
|  |                                                                            |                                                                            |                                                                            |                                                                            |   |                   |                                                                  |                                                                  |                                                                  |                                                                  |  | Sampdoria          | 2                                                              | 2                                                              | 4                                                              |                                                                |  |            |                                                           |                                                           |                                                           |                                                           |  |                   |                                              |                                              |  |
|  |                                                                            |                                                                            | Grasshopper                                                                | 0                                                                          | 1 | 1                 |                                                                  |                                                                  |                                                                  |                                                                  |  |                    |                                                                |                                                                |                                                                |                                                                |  |            |                                                           |                                                           |                                                           |                                                           |  |                   |                                              |                                              |  |
|  | Torpedo Moscú                                                              | 5                                                                          | Grasshopper                                                                | 0                                                                          | 1 | 1                 | 1                                                                | 6                                                                |                                                                  |                                                                  |  |                    |                                                                |                                                                |                                                                |                                                                |  |            |                                                           |                                                           |                                                           |                                                           |  |                   |                                              |                                              |  |
|  | Torpedo Moscú                                                              | 5                                                                          |                                                                            |                                                                            |   |                   |                                                                  |                                                                  |                                                                  |                                                                  |  |                    |                                                                |                                                                |                                                                |                                                                |  |            |                                                           |                                                           |                                                           |                                                           |  |                   |                                              |                                              |  |
|  | Cork City                                                                  | 0                                                                          | 0                                                                          | 0                                                                          |   |                   |                                                                  |                                                                  |                                                                  |                                                                  |  |                    |                                                                |                                                                |                                                                |                                                                |  |            |                                                           |                                                           |                                                           |                                                           |  |                   |                                              |                                              |  |
|  | Cork City                                                                  | 0                                                                          | 0                                                                          | 0                                                                          |   | Torpedo Moscú     | 1                                                                | 0                                                                | 1                                                                |                                                                  |  |                    |                                                                |                                                                |                                                                |                                                                |  |            |                                                           |                                                           |                                                           |                                                           |  |                   |                                              |                                              |  |
|  |                                                                            |                                                                            |                                                                            |                                                                            |   | Torpedo Moscú     | 1                                                                | 0                                                                | 1                                                                |                                                                  |  |                    |                                                                |                                                                |                                                                |                                                                |  |            |                                                           |                                                           |                                                           |                                                           |  |                   |                                              |                                              |  |
|  |                                                                            |                                                                            | Grasshopper                                                                | 1                                                                          | 3 | 4                 |                                                                  |                                                                  |                                                                  |                                                                  |  |                    |                                                                |                                                                |                                                                |                                                                |  |            |                                                           |                                                           |                                                           |                                                           |  |                   |                                              |                                              |  |
|  | Slovan Bratislava                                                          | 3                                                                          | Grasshopper                                                                | 1                                                                          | 3 | 4                 | 0                                                                | 3                                                                |                                                                  |                                                                  |  |                    |                                                                |                                                                |                                                                |                                                                |  |            |                                                           |                                                           |                                                           |                                                           |  |                   |                                              |                                              |  |
|  | Slovan Bratislava                                                          | 3                                                                          |                                                                            |                                                                            |   |                   |                                                                  |                                                                  |                                                                  |                                                                  |  |                    |                                                                |                                                                |                                                                |                                                                |  |            |                                                           |                                                           |                                                           |                                                           |  |                   |                                              |                                              |  |
|  | Grasshopper (t. s.)                                                        | 0                                                                          | 4                                                                          | 4                                                                          |   |                   |                                                                  |                                                                  |                                                                  |                                                                  |  |                    |                                                                |                                                                |                                                                |                                                                |  |            |                                                           |                                                           |                                                           |                                                           |  |                   |                                              |                                              |  |
|  | Grasshopper (t. s.)                                                        | 0                                                                          | 4                                                                          | 4                                                                          |   |                   |                                                                  |                                                                  |                                                                  |                                                                  |  |                    |                                                                |                                                                |                                                                |                                                                |  |            |                                                           |                                                           |                                                           |                                                           |  | Sampdoria (t. s.) | 2                                            |                                              |  |
|  |                                                                            |                                                                            |                                                                            |                                                                            |   |                   |                                                                  |                                                                  |                                                                  |                                                                  |  |                    |                                                                |                                                                |                                                                |                                                                |  |            |                                                           |                                                           |                                                           |                                                           |  | Sampdoria (t. s.) | 2                                            |                                              |  |
|  |                                                                            |                                                                            | Anderlecht                                                                 | 0                                                                          |   |                   |                                                                  |                                                                  |                                                                  |                                                                  |  |                    |                                                                |                                                                |                                                                |                                                                |  |            |                                                           |                                                           |                                                           |                                                           |  |                   |                                              |                                              |  |
|  | Anderlecht                                                                 | 6                                                                          | Anderlecht                                                                 | 0                                                                          | 4 | 10                |                                                                  |                                                                  |                                                                  |                                                                  |  |                    |                                                                |                                                                |                                                                |                                                                |  |            |                                                           |                                                           |                                                           |                                                           |  |                   |                                              |                                              |  |
|  | Anderlecht                                                                 | 6                                                                          |                                                                            |                                                                            |   |                   |                                                                  |                                                                  |                                                                  |                                                                  |  |                    |                                                                |                                                                |                                                                |                                                                |  |            |                                                           |                                                           |                                                           |                                                           |  |                   |                                              |                                              |  |
|  | Ballymena United                                                           | 0                                                                          | 0                                                                          | 0                                                                          |   |                   |                                                                  |                                                                  |                                                                  |                                                                  |  |                    |                                                                |                                                                |                                                                |                                                                |  |            |                                                           |                                                           |                                                           |                                                           |  |                   |                                              |                                              |  |
|  | Ballymena United                                                           | 0                                                                          | 0                                                                          | 0                                                                          |   | Anderlecht        | 2                                                                | 1                                                                | 3                                                                |                                                                  |  |                    |                                                                |                                                                |                                                                |                                                                |  |            |                                                           |                                                           |                                                           |                                                           |  |                   |                                              |                                              |  |
|  |                                                                            |                                                                            |                                                                            |                                                                            |   | Anderlecht        | 2                                                                | 1                                                                | 3                                                                |                                                                  |  |                    |                                                                |                                                                |                                                                |                                                                |  |            |                                                           |                                                           |                                                           |                                                           |  |                   |                                              |                                              |  |
|  |                                                                            |                                                                            | Barcelona                                                                  | 0                                                                          | 2 | 2                 |                                                                  |                                                                  |                                                                  |                                                                  |  |                    |                                                                |                                                                |                                                                |                                                                |  |            |                                                           |                                                           |                                                           |                                                           |  |                   |                                              |                                              |  |
|  | Barcelona                                                                  | 1                                                                          | Barcelona                                                                  | 0                                                                          | 2 | 2                 | 1                                                                | 2                                                                |                                                                  |                                                                  |  |                    |                                                                |                                                                |                                                                |                                                                |  |            |                                                           |                                                           |                                                           |                                                           |  |                   |                                              |                                              |  |
|  | Barcelona                                                                  | 1                                                                          |                                                                            |                                                                            |   |                   |                                                                  |                                                                  |                                                                  |                                                                  |  |                    |                                                                |                                                                |                                                                |                                                                |  |            |                                                           |                                                           |                                                           |                                                           |  |                   |                                              |                                              |  |
|  | Legia de Varsovia                                                          | 1                                                                          | 0                                                                          | 1                                                                          |   |                   |                                                                  |                                                                  |                                                                  |                                                                  |  |                    |                                                                |                                                                |                                                                |                                                                |  |            |                                                           |                                                           |                                                           |                                                           |  |                   |                                              |                                              |  |
|  | Legia de Varsovia                                                          | 1                                                                          | 0                                                                          | 1                                                                          |   |                   |                                                                  |                                                                  |                                                                  |                                                                  |  | Anderlecht         | 2                                                              | 1                                                              | 3                                                              |                                                                |  |            |                                                           |                                                           |                                                           |                                                           |  |                   |                                              |                                              |  |
|  |                                                                            |                                                                            |                                                                            |                                                                            |   |                   |                                                                  |                                                                  |                                                                  |                                                                  |  | Anderlecht         | 2                                                              | 1                                                              | 3                                                              |                                                                |  |            |                                                           |                                                           |                                                           |                                                           |  |                   |                                              |                                              |  |
|  |                                                                            |                                                                            | Admira Wacker                                                              | 0                                                                          | 1 | 1                 |                                                                  |                                                                  |                                                                  |                                                                  |  |                    |                                                                |                                                                |                                                                |                                                                |  |            |                                                           |                                                           |                                                           |                                                           |  |                   |                                              |                                              |  |
|  | Admira Wacker                                                              | 3                                                                          | Admira Wacker                                                              | 0                                                                          | 1 | 1                 | 0                                                                | 3                                                                |                                                                  |                                                                  |  |                    |                                                                |                                                                |                                                                |                                                                |  |            |                                                           |                                                           |                                                           |                                                           |  |                   |                                              |                                              |  |
|  | Admira Wacker                                                              | 3                                                                          |                                                                            |                                                                            |   |                   |                                                                  |                                                                  |                                                                  |                                                                  |  |                    |                                                                |                                                                |                                                                |                                                                |  |            |                                                           |                                                           |                                                           |                                                           |  |                   |                                              |                                              |  |
|  | AEL Limassol                                                               | 0                                                                          | 1                                                                          | 1                                                                          |   |                   |                                                                  |                                                                  |                                                                  |                                                                  |  |                    |                                                                |                                                                |                                                                |                                                                |  |            |                                                           |                                                           |                                                           |                                                           |  |                   |                                              |                                              |  |
|  | AEL Limassol                                                               | 0                                                                          | 1                                                                          | 1                                                                          |   | Admira Wacker     | 1                                                                | 1                                                                | 2                                                                |                                                                  |  |                    |                                                                |                                                                |                                                                |                                                                |  |            |                                                           |                                                           |                                                           |                                                           |  |                   |                                              |                                              |  |
|  |                                                                            |                                                                            |                                                                            |                                                                            |   | Admira Wacker     | 1                                                                | 1                                                                | 2                                                                |                                                                  |  |                    |                                                                |                                                                |                                                                |                                                                |  |            |                                                           |                                                           |                                                           |                                                           |  |                   |                                              |                                              |  |
|  |                                                                            |                                                                            | Ferencváros                                                                | 0                                                                          | 0 | 0                 |                                                                  |                                                                  |                                                                  |                                                                  |  |                    |                                                                |                                                                |                                                                |                                                                |  |            |                                                           |                                                           |                                                           |                                                           |  |                   |                                              |                                              |  |
|  | Ferencváros                                                                | 5                                                                          | Ferencváros                                                                | 0                                                                          | 0 | 0                 | 1                                                                | 6                                                                |                                                                  |                                                                  |  |                    |                                                                |                                                                |                                                                |                                                                |  |            |                                                           |                                                           |                                                           |                                                           |  |                   |                                              |                                              |  |
|  | Ferencváros                                                                | 5                                                                          |                                                                            |                                                                            |   |                   |                                                                  |                                                                  |                                                                  |                                                                  |  |                    |                                                                |                                                                |                                                                |                                                                |  |            |                                                           |                                                           |                                                           |                                                           |  |                   |                                              |                                              |  |
|  | Haka                                                                       | 1                                                                          | 1                                                                          | 2                                                                          |   |                   |                                                                  |                                                                  |                                                                  |                                                                  |  |                    |                                                                |                                                                |                                                                |                                                                |  |            |                                                           |                                                           |                                                           |                                                           |  |                   |                                              |                                              |  |
|  | Haka                                                                       | 1                                                                          | 1                                                                          | 2                                                                          |   |                   |                                                                  |                                                                  |                                                                  |                                                                  |  |                    |                                                                |                                                                |                                                                |                                                                |  | Anderlecht | 1                                                         | 1                                                         | 2                                                         |                                                           |  |                   |                                              |                                              |  |
|  |                                                                            |                                                                            |                                                                            |                                                                            |   |                   |                                                                  |                                                                  |                                                                  |                                                                  |  |                    |                                                                |                                                                |                                                                |                                                                |  | Anderlecht | 1                                                         | 1                                                         | 2                                                         |                                                           |  |                   |                                              |                                              |  |
|  |                                                                            |                                                                            | Dinamo de Bucarest                                                         | 0                                                                          | 1 | 1                 |                                                                  |                                                                  |                                                                  |                                                                  |  |                    |                                                                |                                                                |                                                                |                                                                |  |            |                                                           |                                                           |                                                           |                                                           |  |                   |                                              |                                              |  |
|  | Panathinaikos                                                              | 3                                                                          | Dinamo de Bucarest                                                         | 0                                                                          | 1 | 1                 | 3                                                                | 6                                                                |                                                                  |                                                                  |  |                    |                                                                |                                                                |                                                                |                                                                |  |            |                                                           |                                                           |                                                           |                                                           |  |                   |                                              |                                              |  |
|  | Panathinaikos                                                              | 3                                                                          |                                                                            |                                                                            |   |                   |                                                                  |                                                                  |                                                                  |                                                                  |  |                    |                                                                |                                                                |                                                                |                                                                |  |            |                                                           |                                                           |                                                           |                                                           |  |                   |                                              |                                              |  |
|  | Swansea City                                                               | 2                                                                          | 3                                                                          | 5                                                                          |   |                   |                                                                  |                                                                  |                                                                  |                                                                  |  |                    |                                                                |                                                                |                                                                |                                                                |  |            |                                                           |                                                           |                                                           |                                                           |  |                   |                                              |                                              |  |
|  | Swansea City                                                               | 2                                                                          | 3                                                                          | 5                                                                          |   | Panathinaikos     | 0                                                                | 1                                                                | 1                                                                |                                                                  |  |                    |                                                                |                                                                |                                                                |                                                                |  |            |                                                           |                                                           |                                                           |                                                           |  |                   |                                              |                                              |  |
|  |                                                                            |                                                                            |                                                                            |                                                                            |   | Panathinaikos     | 0                                                                | 1                                                                | 1                                                                |                                                                  |  |                    |                                                                |                                                                |                                                                |                                                                |  |            |                                                           |                                                           |                                                           |                                                           |  |                   |                                              |                                              |  |
|  |                                                                            |                                                                            | Dinamo de Bucarest                                                         | 2                                                                          | 6 | 8                 |                                                                  |                                                                  |                                                                  |                                                                  |  |                    |                                                                |                                                                |                                                                |                                                                |  |            |                                                           |                                                           |                                                           |                                                           |  |                   |                                              |                                              |  |
|  | Dinamo Tirana                                                              | 1                                                                          | Dinamo de Bucarest                                                         | 2                                                                          | 6 | 8                 | 0                                                                | 1                                                                |                                                                  |                                                                  |  |                    |                                                                |                                                                |                                                                |                                                                |  |            |                                                           |                                                           |                                                           |                                                           |  |                   |                                              |                                              |  |
|  | Dinamo Tirana                                                              | 1                                                                          |                                                                            |                                                                            |   |                   |                                                                  |                                                                  |                                                                  |                                                                  |  |                    |                                                                |                                                                |                                                                |                                                                |  |            |                                                           |                                                           |                                                           |                                                           |  |                   |                                              |                                              |  |
|  | Dinamo de Bucarest                                                         | 0                                                                          | 2                                                                          | 2                                                                          |   |                   |                                                                  |                                                                  |                                                                  |                                                                  |  |                    |                                                                |                                                                |                                                                |                                                                |  |            |                                                           |                                                           |                                                           |                                                           |  |                   |                                              |                                              |  |
|  | Dinamo de Bucarest                                                         | 0                                                                          | 2                                                                          | 2                                                                          |   |                   |                                                                  |                                                                  |                                                                  |                                                                  |  | Dinamo de Bucarest | 2                                                              | 2                                                              | 4                                                              |                                                                |  |            |                                                           |                                                           |                                                           |                                                           |  |                   |                                              |                                              |  |
|  |                                                                            |                                                                            |                                                                            |                                                                            |   |                   |                                                                  |                                                                  |                                                                  |                                                                  |  | Dinamo de Bucarest | 2                                                              | 2                                                              | 4                                                              |                                                                |  |            |                                                           |                                                           |                                                           |                                                           |  |                   |                                              |                                              |  |
|  |                                                                            |                                                                            | Partizán de Belgrado                                                       | 1                                                                          | 0 | 2                 |                                                                  |                                                                  |                                                                  |                                                                  |  |                    |                                                                |                                                                |                                                                |                                                                |  |            |                                                           |                                                           |                                                           |                                                           |  |                   |                                              |                                              |  |
|  | Groningen                                                                  | 1                                                                          | Partizán de Belgrado                                                       | 1                                                                          | 0 | 2                 | 2                                                                | 3                                                                |                                                                  |                                                                  |  |                    |                                                                |                                                                |                                                                |                                                                |  |            |                                                           |                                                           |                                                           |                                                           |  |                   |                                              |                                              |  |
|  | Groningen                                                                  | 1                                                                          |                                                                            |                                                                            |   |                   |                                                                  |                                                                  |                                                                  |                                                                  |  |                    |                                                                |                                                                |                                                                |                                                                |  |            |                                                           |                                                           |                                                           |                                                           |  |                   |                                              |                                              |  |
|  | Ikast                                                                      | 0                                                                          | 1                                                                          | 1                                                                          |   |                   |                                                                  |                                                                  |                                                                  |                                                                  |  |                    |                                                                |                                                                |                                                                |                                                                |  |            |                                                           |                                                           |                                                           |                                                           |  |                   |                                              |                                              |  |
|  | Ikast                                                                      | 0                                                                          | 1                                                                          | 1                                                                          |   | Groningen         | 4                                                                | 1                                                                | 5                                                                |                                                                  |  |                    |                                                                |                                                                |                                                                |                                                                |  |            |                                                           |                                                           |                                                           |                                                           |  |                   |                                              |                                              |  |
|  |                                                                            |                                                                            |                                                                            |                                                                            |   | Groningen         | 4                                                                | 1                                                                | 5                                                                |                                                                  |  |                    |                                                                |                                                                |                                                                |                                                                |  |            |                                                           |                                                           |                                                           |                                                           |  |                   |                                              |                                              |  |
|  |                                                                            |                                                                            | Partizán de Belgrado                                                       | 3                                                                          | 3 | 6                 |                                                                  |                                                                  |                                                                  |                                                                  |  |                    |                                                                |                                                                |                                                                |                                                                |  |            |                                                           |                                                           |                                                           |                                                           |  |                   |                                              |                                              |  |
|  | Partizán de Belgrado (v.)                                                  | 2                                                                          | Partizán de Belgrado                                                       | 3                                                                          | 3 | 6                 | 4                                                                | 6                                                                |                                                                  |                                                                  |  |                    |                                                                |                                                                |                                                                |                                                                |  |            |                                                           |                                                           |                                                           |                                                           |  |                   |                                              |                                              |  |
|  | Partizán de Belgrado (v.)                                                  | 2                                                                          |                                                                            |                                                                            |   |                   |                                                                  |                                                                  |                                                                  |                                                                  |  |                    |                                                                |                                                                |                                                                |                                                                |  |            |                                                           |                                                           |                                                           |                                                           |  |                   |                                              |                                              |  |
|  | Celtic                                                                     | 1                                                                          | 5                                                                          | 6                                                                          |   |                   |                                                                  |                                                                  |                                                                  |                                                                  |  |                    |                                                                |                                                                |                                                                |                                                                |  |            |                                                           |                                                           |                                                           |                                                           |  |                   |                                              |                                              |  |
|  | Celtic                                                                     | 1                                                                          | 5                                                                          | 6                                                                          |   |                   |                                                                  |                                                                  |                                                                  |                                                                  |  |                    |                                                                |                                                                |                                                                |                                                                |  |            |                                                           |                                                           |                                                           |                                                           |  |                   |                                              |                                              |  |
|  |                                                                            |                                                                            |                                                                            |                                                                            |   |                   |                                                                  |                                                                  |                                                                  |                                                                  |  |                    |                                                                |                                                                |                                                                |                                                                |  |            |                                                           |                                                           |                                                           |                                                           |  |                   |                                              |                                              |  |

### Octavos de final
Ida
| 17-10-1989 | Monaco | 0–0     | BFC Dynamo | Stade Louis II, Mónaco                                       |                                                              |
|            |        | Reporte |            | Asistencia: 6,648 espectadores Árbitro(s): Hubert Forstinger | Asistencia: 6,648 espectadores Árbitro(s): Hubert Forstinger |

| 17-10-1989 | Borussia Dortmund | 1–1     | Sampdoria   | Westfalenstadion, Dortmund                                |                                                           |
|            | Wegmann 64'       | Reporte | Mancini 88' | Asistencia: 45,560 espectadores Árbitro(s): Alexey Spirin | Asistencia: 45,560 espectadores Árbitro(s): Alexey Spirin |

| 18-10-1989 | Real Valladolid                | 2–0     | Djurgården | Estadio José Zorrilla, Valladolid                        |                                                          |
|            | Kullberg 30' (a.g.) · Moya 33' | Reporte |            | Asistencia: 23,236 espectadores Árbitro(s): Bruno Galler | Asistencia: 23,236 espectadores Árbitro(s): Bruno Galler |

| 18-10-1989 | Torpedo Moscow  | 1–1     | Grasshopper | Torpedo Stadium, Moscú                                   |                                                          |
|            | Y. Savichev 29' | Reporte | Strudal 88' | Asistencia: 4,900 espectadores Árbitro(s): Timo Keltanen | Asistencia: 4,900 espectadores Árbitro(s): Timo Keltanen |

| 18-10-1989 | Anderlecht                 | 2–0     | Barcelona | Constant Vanden Stock Stadium, Bruselas                      |                                                              |
|            | Janković 12' · Degryse 46' | Reporte |           | Asistencia: 25,000 espectadores Árbitro(s): Erik Fredriksson | Asistencia: 25,000 espectadores Árbitro(s): Erik Fredriksson |

| 18-10-1989 | Admira Wacker | 1–0     | Ferencváros | Bundesstadion Südstadt, Maria Enzersdorf                      |                                                               |
|            | Rodax 88'     | Reporte |             | Asistencia: 6,000 espectadores Árbitro(s): Ignace van Swieten | Asistencia: 6,000 espectadores Árbitro(s): Ignace van Swieten |

| 18-10-1989 | Panathinaikos | 0–2     | Dinamo București           | O.A.K.A., Atenas                                         |                                                          |
|            |               | Reporte | Răducioiu 57' · Mateuț 66' | Asistencia: 38,444 espectadores Árbitro(s): Dieter Pauly | Asistencia: 38,444 espectadores Árbitro(s): Dieter Pauly |

| 18-10-1989 | Groningen                                                 | 4–3     | Partizan                                | Stadion Oosterpark, Groningen                                     |                                                                   |
|            | Meijer 16' · ten Caat 35' · Roossien 48' · Koevermans 74' | Reporte | Milorad Bajović 32' · Ǵurovski 45', 83' | Asistencia: 10,115 espectadores Árbitro(s): Henning Lund-Sørensen | Asistencia: 10,115 espectadores Árbitro(s): Henning Lund-Sørensen |

Vuelta
| 1-11-1989 | Djurgården                 | 2–2 (Global 2-4) | Real Valladolid  | Råsunda, Solna                                            |                                                           |
|           | Skoog 41' · Martinsson 55' | Reporte          | Alberto 65', 72' | Asistencia: 3,166 espectadores Árbitro(s): Manfred Roßner | Asistencia: 3,166 espectadores Árbitro(s): Manfred Roßner |

| 1-11-1989                                           | BFC Dynamo   | 1–1 (t. s.)(Global 1-1) | Monaco    | Friedrich-Ludwig-Jahn-Sportpark, Berlín Oriental         |                                                          |
|                                                     | Küttner 110' | Reporte                 | Díaz 117' | Asistencia: 16,250 espectadores Árbitro(s): Guy Goethals | Asistencia: 16,250 espectadores Árbitro(s): Guy Goethals |
| Monaco clasifica por la regla del gol de visitante. |              |                         |           |                                                          |                                                          |

| 1-11-1989 | Sampdoria         | 2–0 (Global 3-1) | Borussia Dortmund | Stadio Luigi Ferraris, Génova                                     |                                                                   |
|           | Vialli 74' (pen.) | Reporte          |                   | Asistencia: 32,683 espectadores Árbitro(s): Marcel Van Langenhove | Asistencia: 32,683 espectadores Árbitro(s): Marcel Van Langenhove |

| 1-11-1989 | Grasshopper                          | 3–0 (Global 4-1) | Torpedo Moscow | Hardturm, Zúrich                                       |                                                        |
|           | Egli 33' · Wiederkehr 35' · Gren 79' | Reporte          |                | Asistencia: 12,000 espectadores Árbitro(s): Kenny Hope | Asistencia: 12,000 espectadores Árbitro(s): Kenny Hope |

| 1-11-1989 | Barcelona                     | 2–1 (t. s.)(Global 2-3) | Anderlecht         | Camp Nou, Barcelona                                       |                                                           |
|           | Salinas 50' · Begiristain 56' | Reporte                 | Van Der Linden 97' | Asistencia: 86,159 espectadores Árbitro(s): Luigi Agnolin | Asistencia: 86,159 espectadores Árbitro(s): Luigi Agnolin |

| 1-11-1989 | Ferencváros | 0–1 (Global 0-2) | Admira Wacker | Felső Tisza-parti Stadion, Szeged                              |                                                                |
|           |             | Reporte          | Oberhofer 48' | Asistencia: 17,000 espectadores Árbitro(s): Wolf-Günter Wiesel | Asistencia: 17,000 espectadores Árbitro(s): Wolf-Günter Wiesel |

| 1-11-1989 | Dinamo București                                          | 6–1 (Global 8-1) | Panathinaikos | Stadionul Dinamo, Bucarest                                     |                                                                |
|           | Rednic 21' · Mateuț 31', 48' · Sabău 40', 50' · Klein 89' | Reporte          | Samaras 34'   | Asistencia: 16,000 espectadores Árbitro(s): Kurt Röthlisberger | Asistencia: 16,000 espectadores Árbitro(s): Kurt Röthlisberger |

| 1-11-1989 | Partizan                                    | 3–1 (Global 6-5) | Groningen    | Stadion JNA, Belgrado                                             |                                                                   |
|           | Ǵurovski 16' · Milojević 83' · Đurđević 90' | Reporte          | ten Caat 80' | Asistencia: 42,517 espectadores Árbitro(s): Karl-Heinz Tritschler | Asistencia: 42,517 espectadores Árbitro(s): Karl-Heinz Tritschler |

### Cuartos de final
Ida
| 6-3-1990 | Anderlecht       | 2–0     | Admira Wacker | Constant Vanden Stock Stadium, Bruselas                   |                                                           |
|          | Degryse 32', 37' | Reporte |               | Asistencia: 12,000 espectadores Árbitro(s): Klaus Peschel | Asistencia: 12,000 espectadores Árbitro(s): Klaus Peschel |

| 7-3-1990 | Real Valladolid | 0–0     | Monaco | Estadio José Zorrilla, Valladolid                         |                                                           |
|          |                 | Reporte |        | Asistencia: 12,317 espectadores Árbitro(s): Pietro D'Elia | Asistencia: 12,317 espectadores Árbitro(s): Pietro D'Elia |

| 7-3-1990 | Sampdoria                         | 2–0     | Grasshopper | Stadio Luigi Ferraris, Génova                               |                                                             |
|          | Vierchowod 13' · Meier 84' (a.g.) | Reporte |             | Asistencia: 31,323 espectadores Árbitro(s): Peter Mikkelsen | Asistencia: 31,323 espectadores Árbitro(s): Peter Mikkelsen |

| 7-3-1990 | Dinamo București   | 2–1     | Partizan   | Stadionul Dinamo, Bucarest                                |                                                           |
|          | Răducioiu 18', 57' | Reporte | Spasić 68' | Asistencia: 18,000 espectadores Árbitro(s): Dušan Krchňák | Asistencia: 18,000 espectadores Árbitro(s): Dušan Krchňák |

Vuelta
| 20-3-1990 | Monaco                        | 0–0 (t. s.)(3–1 p.)(Global 0-0) | Real Valladolid                  | Stade Louis II, Mónaco                                         |                                                                |
|           |                               | Reporte                         |                                  | Asistencia: 11,301 espectadores Árbitro(s): Wolf-Günter Wiesel | Asistencia: 11,301 espectadores Árbitro(s): Wolf-Günter Wiesel |
|           |                               | Tiros desde el punto penal      |                                  |                                                                |                                                                |
|           | Díaz · Touré · Fofana · Petit |                                 | Janković · Albis · Moya · Ayarza |                                                                |                                                                |

| 21-3-1990 | Admira Wacker | 1–1 (Global 1-4) | Anderlecht | Bundesstadion Südstadt, Maria Enzersdorf                 |                                                          |
|           | Rodax 65'     | Reporte          | Nilis 57'  | Asistencia: 4,500 espectadores Árbitro(s): Alexey Spirin | Asistencia: 4,500 espectadores Árbitro(s): Alexey Spirin |

| 21-3-1990 | Partizan | 0–2 (Global 1-4) | Dinamo București            | Stadion pod Goricom, Titograd                                   |                                                                 |
| |          | Reporte          | Lupescu 53' · Răducioiu 70' | Asistencia: 9,000 espectadores Árbitro(s): José Rosa dos Santos | Asistencia: 9,000 espectadores Árbitro(s): José Rosa dos Santos |
| El partido se jugó en el Pod Goricom Stadium en Titograd debido a que la UEFA castigó nuevamente el JNA Stadium en Belgrade forzando a jugar al Partizan de local en una sede al menos a 300 km de su estadio por los incidentes ocurridos ante el FC Groningen en la ronda anterior. |          |                  |                             |                                                                 |                                                                 |

| 22-3-1990 | Grasshopper | 1–2     | Sampdoria                         | Hardturm, Zúrich                                           |                                                            |
|           | Wyss 67'    | Reporte | Toninho Cerezo 43' · Lombardo 81' | Asistencia: 28,700 espectadores Árbitro(s): Zoran Petrović | Asistencia: 28,700 espectadores Árbitro(s): Zoran Petrović |

### Semifinales
Ida
| 3-4-1990 | Monaco              | 2–2     | Sampdoria              | Stade Louis II, Mónaco                                         |                                                                |
|          | Weah 44' · Díaz 81' | Reporte | Vialli 75' (pen.), 78' | Asistencia: 16,966 espectadores Árbitro(s): Siegfried Kirschen | Asistencia: 16,966 espectadores Árbitro(s): Siegfried Kirschen |

| 4-4-1990 | Anderlecht | 1–0     | Dinamo București | Constant Vanden Stock Stadium, Bruselas                      |                                                              |
|          | Nilis 66'  | Reporte |                  | Asistencia: 16,000 espectadores Árbitro(s): Aron Schmidhuber | Asistencia: 16,000 espectadores Árbitro(s): Aron Schmidhuber |

Vuelta
| 18-4-1990 | Sampdoria                    | 2–0 (Global 4-2) | Monaco | Stadio Luigi Ferraris, Génova                                    |                                                                  |
|           | Vierchowod 9' · Lombardo 57' | Reporte          |        | Asistencia: 35,577 espectadores Árbitro(s): José Rosa dos Santos | Asistencia: 35,577 espectadores Árbitro(s): José Rosa dos Santos |

| 18-4-1990 | Dinamo București | 0–1 (Global 0-2) | Anderlecht         | Stadionul August 23, Bucarest                                 |                                                               |
|           |                  | Reporte          | Van Der Linden 60' | Asistencia: 28,062 espectadores Árbitro(s): John Blankenstein | Asistencia: 28,062 espectadores Árbitro(s): John Blankenstein |

## Final
| 1  | POR | Gianluca Pagliuca   |     |
| 2  | DEF | Luca Pellegrini     |     |
| 3  | DEF | Moreno Mannini      |     |
| 4  | DEF | Pietro Vierchowod   |     |
| 5  | DEF | Amedeo Carboni      |     |
| 6  | MED | Fausto Pari         |     |
| 7  | MED | Srečko Katanec      | 93' |
| 8  | MED | Giovanni Invernizzi | 53' |
| 9  | MED | Giuseppe Dossena    |     |
| 10 | DEL | Gianluca Vialli     |     |
| 11 | DEL | Roberto Mancini     |     |
| DT | DT  | Vujadin Boškov      |     |

| 1  | POR | Filip De Wilde      |      |
| 2  | DEF | Georges Grün        |      |
| 3  | DEF | Guy Marchoul        |      |
| 4  | DEF | Stephen Keshi       |      |
| 5  | DEF | Wim Kooiman         |      |
| 6  | MED | Patrick Vervoort    |      |
| 7  | MED | Charles Musonda     |      |
| 8  | MED | Arnór Guðjohnsen    |      |
| 9  | MED | Milan Janković      | 112' |
| 10 | DEL | Marc Degryse        | 103' |
| 11 | DEL | Marc van der Linden |      |
| DT | DT  | Aad de Mos          |      |

| 14 | MED | Attilio Lombardo | 53' |
| 15 | MED | Fausto Salsano   | 93' |

| 15 | DEL | Luc Nilis     | 103' |
| 16 | DEL | Luis Oliveira | 112' |

|  | 105' | Gianluca Vialli | 1-0 |
|  | 107' | Gianluca Vialli | 2-0 |

|  | 36' | Amedeo Carboni |
|  | 38' | Moreno Mannini |

|  | 29' | Stephen Keshi |

| Árbitro | Bruno Galler |

| 1  | POR | Gianluca Pagliuca   |     |
| 2  | DEF | Luca Pellegrini     |     |
| 3  | DEF | Moreno Mannini      |     |
| 4  | DEF | Pietro Vierchowod   |     |
| 5  | DEF | Amedeo Carboni      |     |
| 6  | MED | Fausto Pari         |     |
| 7  | MED | Srečko Katanec      | 93' |
| 8  | MED | Giovanni Invernizzi | 53' |
| 9  | MED | Giuseppe Dossena    |     |
| 10 | DEL | Gianluca Vialli     |     |
| 11 | DEL | Roberto Mancini     |     |
| DT | DT  | Vujadin Boškov      |     |

| 1  | POR | Filip De Wilde      |      |
| 2  | DEF | Georges Grün        |      |
| 3  | DEF | Guy Marchoul        |      |
| 4  | DEF | Stephen Keshi       |      |
| 5  | DEF | Wim Kooiman         |      |
| 6  | MED | Patrick Vervoort    |      |
| 7  | MED | Charles Musonda     |      |
| 8  | MED | Arnór Guðjohnsen    |      |
| 9  | MED | Milan Janković      | 112' |
| 10 | DEL | Marc Degryse        | 103' |
| 11 | DEL | Marc van der Linden |      |
| DT | DT  | Aad de Mos          |      |

| 14 | MED | Attilio Lombardo | 53' |
| 15 | MED | Fausto Salsano   | 93' |

| 15 | DEL | Luc Nilis     | 103' |
| 16 | DEL | Luis Oliveira | 112' |

|  | 105' | Gianluca Vialli | 1-0 |
|  | 107' | Gianluca Vialli | 2-0 |

|  | 36' | Amedeo Carboni |
|  | 38' | Moreno Mannini |

|  | 29' | Stephen Keshi |

| Árbitro | Bruno Galler |

## Campeón
| Bandera de Italia           |
| Campeón Sampdoria 1° título |

## Goleadores
Los máximos goleadores de la Recopa de Europa 1989–90 fueron:
| # | Jugador             | Club            | Goles |
| - | ------------------- | --------------- | ----- |
| 1 | Gianluca Vialli     | Sampdoria       | 7     |
| 2 | Marc Degryse        | Anderlecht      | 4     |
| 2 | Milko Ǵurovski      | Partizan        | 4     |
| 2 | Marc Van Der Linden | Anderlecht      | 4     |
| 2 | Dorin Mateuţ        | Dinamo Bucarest | 4     |
| 2 | Luc Nilis           | Anderlecht      | 4     |
| 2 | Florin Răducioiu    | Dinamo Bucarest | 4     |
| 8 | Ramón Díaz          | AS Monaco       | 3     |
| 8 | Mats Gren           | Grasshopper     | 3     |
| 8 | Mikael Martinsson   | Djurgårdens IF  | 3     |
| 8 | Gerhard Rodax       | Admira Wacker   | 3     |
| 8 | Dimitris Saravakos  | Panathinaikos   | 3     |
| 8 | Yuri Savichev       | Torpedo Moskva  | 3     |
| 8 | George Weah         | AS Monaco       | 3     |